# Louis Royer
Louis Royer (soms ook: Roijer) (Mechelen, 19 juni 1793 - Amsterdam, 5 juni 1868) was een van oorsprong Vlaams beeldhouwer die in de negentiende eeuw standbeelden van diverse beroemde Nederlanders maakte.

## Biografie
Louis Royer was de zoon van een landmeter (Joannes). Hij groeide op in een hoekhuis aan de Hazenstraat in Mechelen en studeerde er aan de Academie. Hij haalde in 1810, als klasgenoot van A.F. Van den Eynde, de eerste prijs voor een tekening naar levend model. Zijn meest bekende werken waren echter beeldhouwwerken.
Hij had zwart haar en wenkbrauwen, bruine ogen, puntige neus, middelgrote mond, ronde kin, ovaal gezicht, klare huidskleur en was op 20-jarige leeftijd 1,64 m groot.
Op 17-jarige leeftijd ging hij in de leer bij de beeldhouwer Jan Frans van Geel. Hij deed praktijkervaring op in verschillende ateliers van Vlaamse beeldhouwers, werd opgeleid in de late Vlaamse barok maar kwam onder invloed van het neoclassicisme. Vervolgens zette hij zijn studie voort in Parijs.

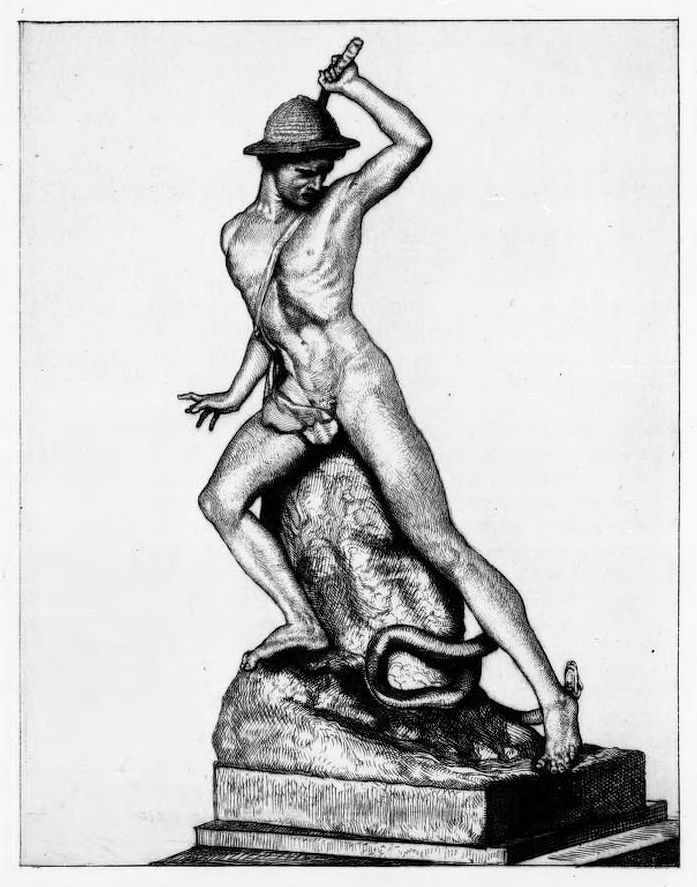
Royers winnend beeld van een "jeugdige Grieksche herder, tusschen de 20 en 25 jaaren oud vluchtende voor een slang die hem tracht in de hiel te kwetsen".
Ets van Maria van Hove.

Rond 1820 week hij uit naar Amsterdam. Hij won in 1823 met zijn beeld van een Griekse herder als eerste de Nederlandse Prijs van Rome voor beeldhouwkunst, en mocht zijn kunstenaarschap vier jaar lang in Rome verdiepen en ontwikkelen. In Rome kreeg hij te maken met de grootste classicistische beeldhouwers. Royer werkte met Bertel Thorvaldsen en op het atelier van Antonio Canova, die toen al was overleden maar van wie de werkplaats met leerlingen nog functioneerde.
In 1827 keerde Royer terug naar het noorden en vestigde zich in Den Haag, waarnaar het kunstzinnig leven zich vanuit Amsterdam in het kielzog van de koninklijke familie verplaatst had. Hij werd al snel aangesteld als hofbeeldhouwer en portretteerde de hele koninklijke familie in bustes van marmer. Kort daarop werd hij tevens benoemd tot directeur van de Koninklijke Akademie van Beeldende Kunsten in Amsterdam. Na zijn verhuizing in 1837 naar Amsterdam, trad er een verandering op in Royers werk: hij legde zich toe op beeldhouwwerken van beroemdheden uit de Nederlandse geschiedenis.
Royer was in zijn tijd de belangrijkste Nederlandse beeldhouwer. Hij stond bekend als de "Canova van Nederland", later sprak men van hem als "de beeldhouwer". Hij had eigenlijk geen concurrentie. Als gevolg van een oplevend historisch-nationalistisch besef kregen vele nationale helden op staatkundig, krijgskundig of kunstzinnig gebied rond het midden van de negentiende eeuw een eigen standbeeld, die vrijwel allemaal door Royer werden ontworpen. De beelden werden opgericht op initiatief van nationale of plaatselijke comités die hiervoor geld inzamelden en de onthullingen ervan liepen uit op nationale manifestaties, vaak in aanwezigheid van koninklijke hoogheden, die enkele dagen duurden en ter gelegenheid waarvan boekwerken, gedenkpenningen en uitgebreide artikelen en bijlagen in kranten en tijdschriften verschenen.
Royer was in 1839 een van de oprichters van de Amsterdamse kunstenaarsvereniging Arti et Amicitiae. Hij werd drie keer koninklijk onderscheiden. Nadat de classicistische stijl uit de mode was geraakt, werd Royer bij het grote publiek echter snel vergeten. In een poging hem aan de vergetelheid te ontrukken organiseerde Museum Amstelkring in Amsterdam in 1994 een overzichtstentoonstelling van zijn werk, waarbij in Vlaams Cultuurhuis De Brakke Grond in Amsterdam een fototentoonstelling te zien was met eigentijdse opnamen van zijn beelden.
Louis Royer wordt wel gezien als voorbeeld voor Jan Bronner, grondlegger van de 'Groep van de figuratieve abstractie', bij afkorting 'De Groep' genaamd, waardoor hij van grote invloed is geweest op de latere stroming van 'de figuratieve abstractie'.

## Werk

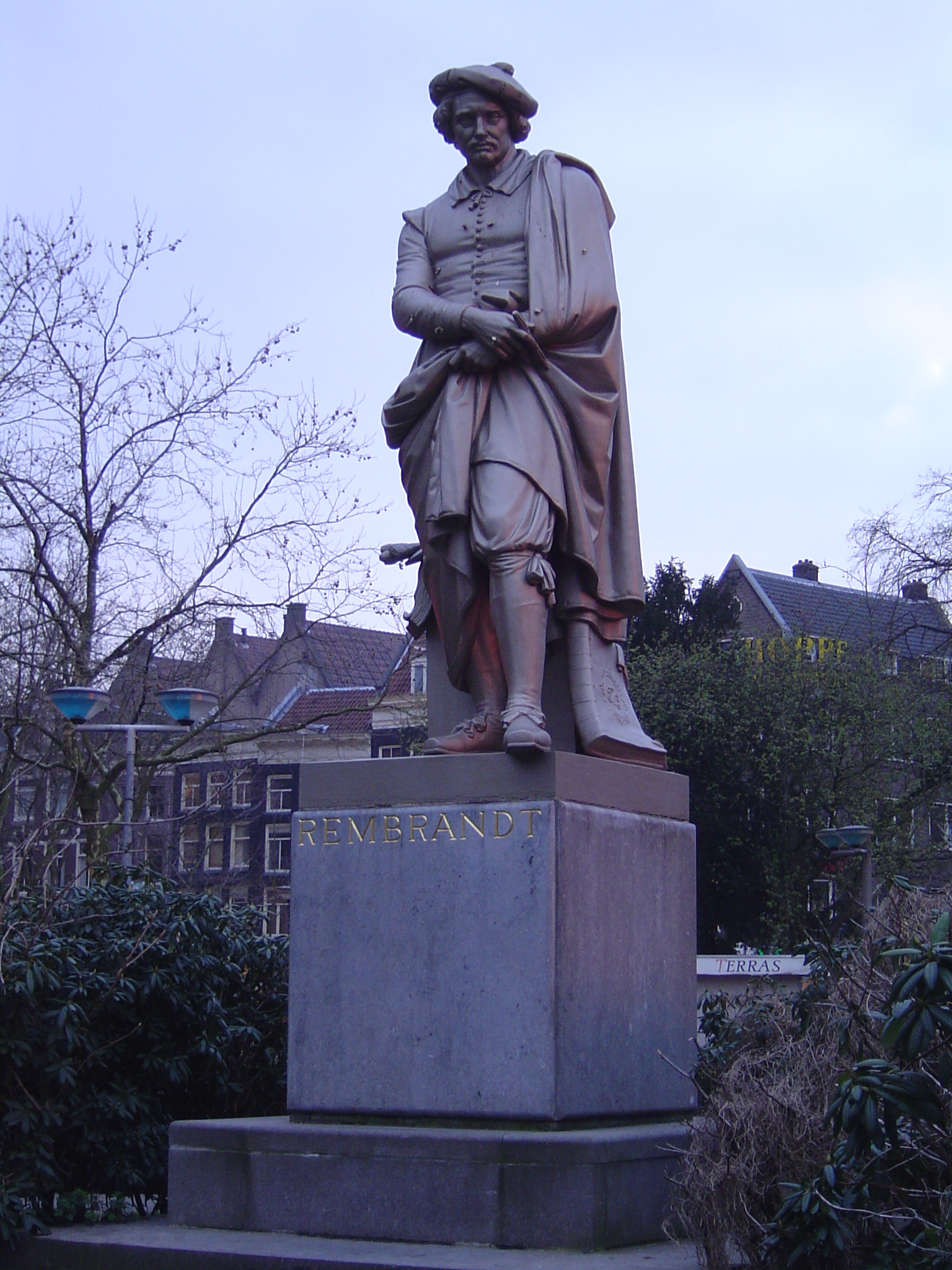
Het gietijzeren beeld van Rembrandt op het gelijknamige plein in Amsterdam

Enkele van zijn sculpturen in de openbare ruimte zijn:
- 1841 - standbeeld Michiel de Ruyter, gietijzer, Keizersbolwerk, Boulevard de Ruyter, Vlissingen (onthulling 25 augustus 1841 op het Rondeel, op 23 augustus 1894 verplaatst naar de boulevard, onthulling aldaar 25 augustus 1894)
- 1848 - standbeeld Willem van Oranje, brons, Plein, Den Haag
- 1852 - standbeeld Rembrandt van Rijn, gietijzer, Rembrandtplein, Amsterdam (onthulling 27 mei 1852)
- 1856 - standbeeld van Laurens Janszoon Coster, brons, Grote Markt, Haarlem (onthulling 16 juli 1856)
- 1856 - monument 'De Eendracht' (Naatje van de Dam), natuursteen, Dam, Amsterdam (onthulling 27 augustus 1856)
- 1860 - buste Simon Stijl, marmer, Harlingen (onthulling 29 december 1860)
- rond 1860 - Mariabeeld, engelen met baldakijn en aanvullingen van het Praalgraf van Engelbrecht I van Nassau in Breda
- 1867 - ontwerp standbeeld Joost van den Vondel, brons, Vondelpark, Amsterdam (onthulling 18 oktober 1867)

- Biografisch Portaal: 03666137
- Digitale Bibliotheek voor de Nederlandse Letteren: roye032
- Gemeinsame Normdatei: 121278905
- International Standard Name Identifier: 0000 0000 6681 2993
- Library of Congress Control Number: nr95006204
- Nederlandse Thesaurus van Auteursnamen: 06997070X
- RKD-Nederlands Instituut voor Kunstgeschiedenis: 68689
- Système universitaire de documentation: 159791855
- Union List of Artist Names: 500041662
- Virtual International Authority File: 27923204
- WorldCat: E39PBJccfMcyHDTMKtwGdHWRrq